# AMIS (logiciel)
Pour les articles homonymes, voir Amis (homonymie).
AMIS est un éditeur de texte de la famille Emacs.

## Histoire du logiciel
Le logiciel AMIS est écrit en Pascal au Stacken Computer Club par des étudiants de l'institut royal de technologie de Stockholm en Suède.
Son histoire est « liée » à la première implémentation d’Emacs réalisée par Richard Stallman en 1976 : le Stacken Computer Club utilisait en production le système d’exploitation ITS, celui-là même utilisé dans les années 1980 au laboratoire d’intelligence artificielle de l’Institut de technologie du Massachusetts, et ce jusqu'en 1995, avant de migrer en environnement PDP-10. Cet éditeur fut la seule implémentation, avec celle de Stallman, à pouvoir fonctionner sous le système d'exploitation TOPS-10 (en), et la seule dans un environnement Norsk Data (en). Il pouvait également tourner sous VMS et RSTS.
La dernière version a été réalisée le 22 juillet 2002. Il fonctionne toujours dans un intérêt purement historique. Son code source est archivé à Boston au musée de l’histoire de l’informatique.